# Brandon King (Cricketspieler)
Brandon Alexander King (* 16. Dezember 1994 in Kingston, Jamaika) ist ein Cricketspieler aus Jamaika, der seit 2019 für das West Indies Cricket Team spielt.

## Kindheit und Ausbildung
King war bei der ICC U19-Cricket-Weltmeisterschaft 2014 Teil des Teams der West Indies.

## Aktive Karriere
Er begann seine Karriere bei den Senioren für Jamaika und spielte auch für das A-Team der West Indies. Nachdem er bei der Caribbean Premier League 2019 bei den Guyana Amazon Warriors herausstach und der beste Batter der Liga war, beförderten die Selektoren der Nationalmannschaft ihn in das Nationalteam. Sein Debüt hatte er bei den West Indies im ODI- und Twenty20-Cricket bei der Tour gegen Afghanistan im November 2019. In der Folge schien er sich zunächst im Team zu etablieren, wurde jedoch nach der Tour in Neuseeland aus dem Team gestrichen. Dort bevorzugte man für den ICC Men’s T20 World Cup 2021 erfahrenere Kräfte wie Lendl Simmons und Andre Fletcher. Doch nachdem die West Indies dort einen schlechten Turnierverlauf hatten, fand er seinen Weg zurück ins Team. Bei seinem Comeback in Pakistan im Dezember 2021, nun nicht mehr als Eröffnungs-Batter, sondern in der Middle-Order, erzielte er in den Twenty20s sein erstes Half-Century über 67 Runs. Bei der folgenden Tour gegen England gelang ihm ebenfalls ein Fifty über 52* Runs im ersten Twenty20.
Zu Beginn des Sommers erzielte er bei der ODI-Serie in den Niederlanden zwei Fifties (58* und 91* Runs) und wurde bei letzterem zum Spieler des Spiels ausgezeichnet. Nachdem ihm in den Twenty20s gegen Bangladesch ein Fifty gelang (57 Runs), erreichte er in der nachfolgenden Tour gegen Indien jeweils eines in den ODIs (54 Runs) und Twenty20s (68 Runs). Im dritten Twenty20 gegen Neuseeland zum Abschluss der Saison erreichte er mit 53 Runs ein weiteres Half-Century und wurde als Spieler des Spiels ausgezeichnet.